# Арканджело Пеццелла
Арканджело Пеццелла (італ. Arcangelo Pezzella, 23 січня 1948, Кардіто) — колишній італійський футбольний арбітр, арбітр ФІФА з 1990 по 1993 рік.

## Кар'єра
Розпочав свою кар'єру арбітра в 1965 році і чотири роки потому обслуговував матчі аматорського чемпіонату Італії. Вам залишався там аж до 1973, коли перейшов до напівпрофесіонального футболу. З сезону 1977/78 обслуговував матчі Серії C, де залишався протягом трьох сезонів, а у сезоні 1981/82 потрапив до суддівського корпусу Серії A і B.
Дебютував у Серії А у 1983 році, судивши матч «Удінезе» — «Сампдорія». 1990 року отримав статус арбітра ФІФА і два сезони після того, був удостоєний Національної премії «Generoso Dattilo» як найкращий італійський арбітр, включений до списку ФІФА. За кілька років у статусі арбітра ФІФА встиг попрацювати на матчах Кубка європейських чемпіонів, Кубка УЄФА, Кубка володарів кубків, а також відсудив одну гру чвертьфіналу молодіжного чемпіонат Європи 1992 року.
У 1993 році він завершив тренерську кар'єру, обслуживши загалом 114 матчів у Серії А (у тому числі деякі «класичні ігри» чемпіонату, такі як два матчі «Ювентус»-«Інтернаціонале», два міланських дербі, одну гру «Ювентус»-«Рома» і плей-оф 1989 року за право вийти на Кубок УЄФА між «Фіорентиною» і «Ромою»). Крім того 15 вересня 1991 року Пеццелла встановив рекорд за кількістю призначених пенальті у матчі на користь однієї команди, призначивши чотири пенальті у ворота гостей в матчі «Інтернаціонале» — «Верона» (2:0). Втім рекорд було повторено вже у 1999 році. Також у 1991 році відсудив другий фінальний матч на Кубок Італії між «Сампдорією» і «Ромою».
По завершенні суддівської кар'єри став функціонером і обіймав ряд посад, пов'язаних з італійським футбольним суддівством, вийшовши на пенсію у липні 2009 року. Також у дев'яностих роках він був головою муніципалітету Фраттамаджоре, будучи обраним у 1993 році.